# Valentin Birtič
Valentin Birtič - Zdravko (tudi Birtig), slovenski rimskokatoliški duhovnik in pesnik, * 20. december 1909, Ruonc, Beneška Slovenija, † 13. avgust 1994, (?).

## Življenje in delo
Rodil se je v kmečki družini v zaselku Ruonc nad Nadižo. Ljudsko šolo je obiskoval v Tarčetu, gimnazijo in bogoslovje pa v Vidmu. Od 23. julija 1933 je služboval v raznih krajih Benečije. Napisal je več domoljubnih in veliko priložnostnih pesmi, namenjenih novomašnikom-domačinom in slavnostnim dogodkom v Beneški Sloveniji. Jezikovna podoba njegovih pesmi je pol narečna, pol knjižna. Štiri njegove pesmi je objavil Anton Birtič v knjigi Oj, božime (Čedad, 1966). Poleg pesmi je pisal tudi prozo (npr.: Spomini na našega očka Ivana Trinka). V furlanskem koledarju Stele de Nadal je bila leta 1968 natisnjena v izvirniku in furlanskem prevodu njegova pesem Božična noč - Notte natalizia. Leta 1983 pa je izšla njegova pesniška zbirka Spomini na dom. (COBISS)
Večkrat je nastopal s predavanji v Beneški Sloveniji, na geografskem inštitutu v Ljubljani in na študijskih dnevih slovenskih izobražencev v Dragi
pri Trstu. Za požrtvovalno delo ga je videmski nadškof A. Battisti marca 1975 imenoval za častnega kanonika kolegialnega kapitlja v Čedadu.